# 青森県特別支援学校一覧
青森県特別支援学校一覧（あおもりけんとくべつしえんがっこういちらん）は、青森県の特別支援学校の一覧である。

## 国立特別支援学校
- 弘前大学教育学部附属特別支援学校

## 特別支援学校（知的障害、肢体不自由、病弱教育）

### 青森市
- 青森県立青森第一養護学校
- 青森県立青森第二養護学校
- 青森県立青森若葉養護学校
- 青森県立青森第一高等養護学校
- 青森県立青森第二高等養護学校
- 青森県立浪岡養護学校

### 弘前市
- 青森県立弘前第一養護学校
- 青森県立弘前第二養護学校

### 八戸市
- 青森県立八戸第一養護学校
- 青森県立八戸第二養護学校
- 青森県立八戸高等支援学校

### 黒石市
- 青森県立黒石養護学校

### むつ市
- 青森県立むつ養護学校

### つがる市
- 青森県立森田養護学校

### 七戸町
- 青森県立七戸養護学校

## 特別支援学校（視覚障害）

### 青森市
- 青森県立盲学校

### 八戸市
- 青森県立八戸盲学校

## 特別支援学校（聴覚障害）

### 青森市
- 青森県立青森聾学校

### 弘前市
- 青森県立弘前聾学校

### 八戸市
- 青森県立八戸聾学校

## リンク
- 青森県教育委員会
  - 特別支援学校一覧